# Myron Echenberg
Myron Joel Echenberg (* 7. März 1940; † 27. Januar 2022 in Cuernavaca, Mexiko) war ein kanadischer Historiker.

## Leben
Echenberg wuchs in der kleinen, lebhaften jüdischen Gemeinde in Sherbrooke (Quebec) auf. Er studierte Geschichte an der McGill University in Montreal und promovierte an der University of Wisconsin, Madison.  Er begann 1969 eine lange Karriere in der Geschichtsabteilung der McGill University. 2008 trat er als Professor in den Ruhestand.
Echenberg forschte in den letzten Jahrzehnten vor allem zur Geschichte Afrikas; besondere Schwerpunkte dabei waren das französische Kolonialreich in Afrika und die Sozialgeschichte der Medizin in Afrika. Er war einer der Herausgeber des Canadian Journal of African Studies.

## Schriften (Auswahl)
- Colonial conscripts. The Tirailleurs Sénégalais in French West Africa, 1857–1960. Portsmouth 1991, ISBN 0-85255-651-9.
- Black death, white medicine. Bubonic plague and the politics of public health in colonial Senegal, 1914–1945. Portsmouth 2002, ISBN 0-85255-696-9.
- Plague ports. The global urban impact of bubonic plague, 1894–1901. New York 2007, ISBN 0-8147-2232-6.
- Africa in the Time of Cholera: A History of Pandemics from 1817 to the Present. Cambridge, New York City 2011, ISBN 978-1-1070-0149-7
- Humboldt's Mexico. In the footsteps of the illustrious German scientific traveller. Montreal 2017, ISBN 978-0-7735-4940-1.